# Hème o
L’hème o est une forme d'hème étroitement apparentée à l'hème a qu'il remplace par exemple chez Escherichia coli. La chaîne latérale terpénoïde est la même dans les deux cas, tandis que l'aldéhyde –CHO en position 8 est remplacé par un groupe méthyle –CH3, comme dans l'hème b.